# Christopher Hinterhuber

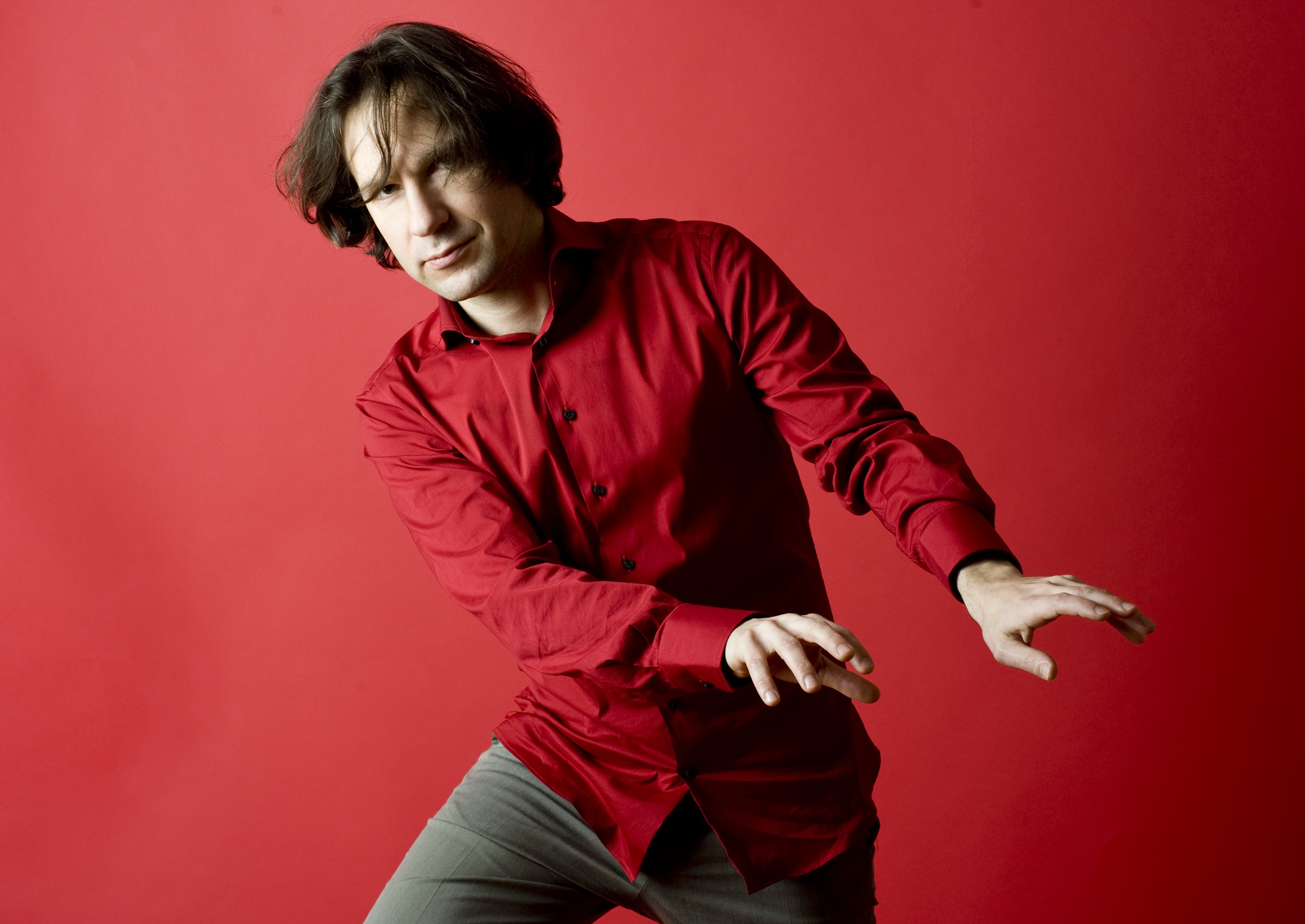
Christopher Hinterhuber (2012)

Christopher Hinterhuber (* 28. Juni 1973 in Klagenfurt) ist ein österreichischer Pianist.

## Leben
Christopher Hinterhuber begann ein Musikstudium am Klagenfurter Konservatorium. In der Folge besuchte er die Klasse von Rudolf Kehrer an der Universität für Musik und Darstellende Kunst in Wien. Von 1996 bis 1998 studierte er gleichzeitig an der Accademia Incontri col Maestro in Imola bei Lazar Berman, Leonid Margarius, Alexander Lonqich, Louis Lortie und anderen. Ab 1998 beendete er seine Ausbildung in der Klasse von Heinz Medjimorec an der Universität für Musik und darstellende Kunst in Wien.
Hinterhuber arbeitete mit europäischen Sinfonieorchestern zusammen und konzertierte unter den Dirigenten Vladimir Ashkenazy, Yakov Kreizberg, Bruno Weil, Sylvain Cambreling, Dennis Russell Davies, Bertrand de Billy, Christian Arming, Howard Griffith und Beat Furrer. Kammermusik spielte er unter anderem mit den Violinisten Ernst Kovacic, Rainer Honeck, Patricia Kopatchinskaja.
Christopher Hinterhuber nahm an internationalen Wettbewerben teil und war Preisträger der Bach-Wettbewerbe in Leipzig und Saarbrücken, des Concours Géza Anda in Zürich, des Unisa-Wettbewerbes in Pretoria und gewann 2001 den 2. Preis und mehrere Sonderpreise beim Beethoven-Wettbewerb in Wien.
International beachtet wurden Hinterhubers Aufnahmen von Klavierwerken von Carl Philipp Emanuel Bach sowie aller Klavierkonzerte von Ferdinand Ries, erschienen beim Label Naxos. Die Ries-Serie wurde im Jahr 2006 mit dem New Zealand Symphony Orchestra begonnen, im März 2009 erschien Vol. 3 mit dem Royal Liverpool Philharmonic Orchestra. Seine Aufnahme von Werken für Klavier und Orchester von Johann Nepomuk Hummel erhielt den Editor’s Choice des englischen Gramophone Magazins.
Im Jahr 2000 trat Hinterhuber im österreichisch-französischen Film Die Klavierspielerin von Michael Haneke nach dem Buch von Elfriede Jelinek in Bild (seine Hände) und Ton (Werke von Schubert, Schönberg und Rachmaninow) auf.
Seit Oktober 2010 ist er Professor für Klavier an der Universität für Musik und darstellende Kunst Wien. Hinterhuber übernahm 2012 von Claus-Christian Schuster den Klavierpart des Altenberg Trios.
Christopher Hinterhuber lebt in Wien.

## Diskographie
- Alles Walzer! : Schubert, Czerny, Strauss/Dohnanyi, Strauss/Schulhof, Schumann, Strauss/Grünfeld, Ravel - Camerata Tokyo, CMCD-28325 (2015)
- Antonio Soler: Keyboard Sonatas, paladino music pmr 0042 (2014)
- Zemlinsky & Moór: Cello Sonatas, mit Tamás Varga, Violoncello - Camerata Tokyo, CMCD-28286 (2013)
- Daniel Smutny: Klaviersonate / Symphonie für Orchester / Divertimento di „Ferne Nähe“ / Streichquartett / Velouria (II), Wergo WER 65862 (2012)
- Ferdinand Ries: Piano Concertos Vol.5 - New Zealand Symphony Orchestra / Uwe Grodd, Naxos 8.572742 (2012)
- Rzewski, Bach: Frederic Rzewski 36 Variations on "The People United Will Never Be Defeated", Johann Seb. Bach: Aria Variata BWV 989 - paladino music pmr 0037 (2012)
- Johann Nepomuk Hummel: Sonate für Violoncello und Klavier op. 104, Klaviersonate Nr. 5 op. 81, Flötentrio op. 78 ("Schöne Minka") - Walter Auer, Flöte; Martin Rummel, Violoncello - paladino music pmr 0019 (2012)
- "The Original Debut Recording" (Werke von Johann Sebastian Bach, Joseph Haydn, Franz Liszt, Igor Strawinsky und Sergej Rachmaninow, Aufnahme aus dem Jahr 1998) - paladino music pmr 0031 (2012)
- Joseph Haydn: Trios für Flöte, Violoncello und Klavier Hob. XV:15-17 - Uwe Grodd, Flöte; Martin Rummel, Violoncello - Naxos 8.572667 (2011)
- Wolfgang Amadeus Mozart, Johannes Brahms, Alexander von Zemlinsky: Klarinettentrios - Dimitri Ashkenazy, Klarinette; Manuel Hofer, Viola; Martin Rummel, Violoncello - paladino music pmr 0005 (2011)
- Ferdinand Ries: Piano Concertos Vol.4 - Bournemouth Symphony Orchestra / Uwe Grodd, Naxos 8.572088 (2010)
- Ferdinand Ries: Piano Concertos Vol.3 - Royal Liverpool Philharmonic Orchestra / Uwe Grodd, Naxos 8.570440 (2009)
- Ferdinand Ries: Piano Concertos Vol.2 - Gavle Symphony Orchestra / Uwe Grodd, Naxos 8.557844 (2007)
- Johann Nepomuk Hummel: Works for Piano and Orchestra - Gavle Symphony Orchestra / Uwe Grodd, Label: Naxos 8.557845 (2007)
- Ferdinand Ries: Piano Concertos Vol. 1 - New Zealand Symphony Orchestra / Uwe Grodd, Naxos 8.557638 (2006)
- Carl Philipp Emanuel Bach: Bach Sonatas and Rondos Naxos 8.557450 (2003)
- Johannes Brahms: The Sonatas for Piano and Violoncello - Tamás Varga, Violoncello (2003)
- Remembering Piatigorsky (2003)
- Live Recording from Musikverein/Brahmssaal mit Tamás Varga und Konstanze von Gutzeit, Violoncello
- Franz Schubert: Piano Works for Four Hands - Rico Gulda, Klavier, Naxos 8.555930 (2002)

## Filmographie
- Die Klavierspielerin von Michael Haneke (2000)
- Wolfgang wer?[1] Mozart-Dokumentarfilm von Herbert Eisenschenk (2006)
- Vienna, City of Dreams[2] BBC-Dokumentarfilm von Joseph Koerner (2007)